# Кельтські нації

Шість країн, що вважаються осередками сучасних кельтів:
Шотландія
острів Мен
Ірландія
Уельс
Корнуолл
Бретань

Кельтські країни — райони в сучасній Європі, заселені носіями кельтської культури, особливо кельтських мов. Від середини XX століття, люди багатьох країв та регіонів вживали термін «кельтськість», аби схарактеризувати свою ідентичність. З часом, ці країни й регіони стали широко відомі як сучасні кельти. Такі території в Європі іноді називають «кельтським поясом», коли йде мова про терени їхнього розселення, головно на північно-західному краї континенту, себто про країни, які вони населяють (наприклад, Бретань на північному заході Франції; ґеломовні регіони Ірландії й Шотландії на північному заході й заході відповідно). Проте, такі терміни іноді вважають принизливими, тому мешканці цих країн віддають перевагу словосполученню «кельтські країни».
До поширення Римської республіки та германських племен, Британські острови й чималий шматок континентальної Європи були переважно кельтськими. Але тепер лише північно-західний регіон Франції, велика частина Великої Британії, а також більша частина Ірландії досі утримують свою кельтську культуру й мову, внаслідок прагнення до самобутності та знання своєї історії. Наприклад, у Британії розповсюдження Римської імперії, а згодом англосаксів, витіснило кельтських бритів та мови бритської групи з майже всієї території сучасної Британії.

## Шість країн
Перелічені з півночі на південь:
| Країна     | Кельтська назва | Мова                                 | Народ     |
| Шотландія  | Alba            | Шотландська ґельська (Gàidhlig)      | Шотландці |
| Ірландія   | Éire            | Ірландська ґельська (Gaeilge)        | Ірландці  |
| Острів Мен | Ellan Vannin    | Менська ґельська (Gaelg (Vanninagh)) | Менці     |
| Уельс      | Cymru           | Валлійська (Cymraeg)                 | Валлійці  |
| Корнуолл   | Kernow          | Корнська (Kernewek)                  | Корнці    |
| Бретань    | Breizh          | Бретонська (Brezhoneg)               | Бретонці  |

Це ті шість країн, яких вважають кельтськими Кельтська Ліга, Кельтський Конґрес та інші панкельтські організації. Кожна з цих країн може похвалитися власною кельтською мовою — це ключовий критерій, який беруть до уваги названі організації.